# Разведывательное управление ВВС США
Разведывательное управление ВВС США (англ. Air Force Intelligence, Surveillance and Reconnaissance Agency, AFISRA, буквально Агентство разведки, слежения и рекогносцировки военно-воздушных сил) — разведывательный орган Военно-воздушных сил США.

## История
Разведывательное управление ВВС ВС США расквартировано на территории базы ВВС США «Лекленд», штат Техас. Создано 8 июля 2007 года. Прежде Разведывательное управление функционировало под наименованием Управление воздушной разведки (англ. Air Intelligence Agency).
Управление занимается организацией, обучением, оснащением и применением соответствующих сил в целях поставки разведывательных данных командованию вооруженных сил и государственным органам. Также управление участвует в выработке политики развития ВВС ВС США в части, касающейся разведки. Управление насчитывает около 15 000 человек личного состава в воинских частях ВВС ВС на территории США и за рубежом.

## Организация
Управлению подчинены следующие части военной разведки и рекогносцировки ВВС:
- Национальный воздушно-космический разведывательный центр[англ.] (база ВВС Райт-Паттерсон[англ.], Огайо)
- Центр технического применения Военно-воздушных сил[англ.] (база ВВС Патрик[англ.], Флорида)
- 70-е крыло разведки, наблюдения и рекогносцировки[англ.] (Форт-Мид, Мэриленд);
- 480-е крыло разведки, наблюдения и рекогносцировки[англ.] (база ВВС Лэнгли, Виргиния)
- 361-я группа разведки, наблюдения и рекогносцировки[англ.] (база ВВС Херлберт-Филд[англ.], Флорида)
- 9-е разведывательное крыло[англ.] (база ВВС Биль[англ.], Калифорния)
- 55-е рекогносцировочное крыло[англ.] (база ВВС Оффатт, Небраска)
- 432-е рекогносцировочное крыло[англ.] (база ВВС Крич[англ.], Невада)

Управлению дополнительно подчинены следующие части РЭБ и РЭР и части психологических операций (ПсО) ВВС:
- 67-е кибер-крыло[англ.] (в непосредственном подчинении оперативного штаба психологической войны и РЭБ ВВС);
- 688-е кибер-крыло[англ.] (б. Центр информационных операций ВВС, Air Force Information Operations Center);
- 55-е крыло РЭР[англ.].

Дополнительно в составе ВВС Национальной гвардии США находятся на кадрированной основе и могут быть развернуты:
- 102-е разведывательное крыло (база ВВС НГ Отис[англ.], Массачусетс)
- 181-е разведывательное крыло[англ.] (база ВВС НГ Терре-Хот[англ.], Индиана)
- 184-е разведывательное крыло[англ.] (база ВВС Макконнелл[англ.], Канзас)